# Woldingham
Woldingham är en ort och civil parish i Storbritannien.   Den ligger i grevskapet Surrey och riksdelen England, i den södra delen av landet, 26 km söder om huvudstaden London. Woldingham ligger 230 meter över havet och antalet invånare är 1 646.
Terrängen runt Woldingham är huvudsakligen platt. Woldingham ligger uppe på en höjd. Runt Woldingham är det tätbefolkat, med 297 invånare per kvadratkilometer. Närmaste större samhälle är Sutton, 13,6 km nordväst om Woldingham. Trakten runt Woldingham består i huvudsak av gräsmarker.